# Florian Cieszkowski
Florian Cieszkowski herbu Dołęga (ur. ok. 1748, zm. 11 sierpnia 1798) – szambelan Stanisława Augusta Poniatowskiego  w 1766 roku, starosta kleszczelowski w 1764 roku, poseł ziemi liwskiej na Sejm Czteroletni w 1790 roku.
Elektor Stanisława Augusta Poniatowskiego z ziemi liwskiej w 1764 roku, poseł liwski na sejm elekcyjny 1764 roku. W 1786 roku kupił Jeruzal i Łukowiec.
W 1789 roku został kawalerem Orderu Świętego Stanisława.